# 安东尼奥·彼得罗维奇
安东尼奥·彼得罗维奇（羅馬化：Antonio Petrović，1982年9月24日—），黑山男子水球运动员。他曾代表黑山国家队参加2012年和2016年夏季奥林匹克运动会水球比赛，均获得第四名。